# アニメ店長
アニメ店長（アニメてんちょう）は、アニメショップチェーン・アニメイトが展開するキャラクタープロジェクト。

## 概要
2000年当時、株式会社ブロッコリーが企画、アニメショップゲーマーズのマスコットキャラクター、デ・ジ・キャラットが、アニメファンの間で人気を博していた。競合店のキャラクターであるにもかかわらず自店舗にデ・ジ・キャラットの商品を置かざるを得ない立場に立たされたアニメイトは、デ・ジ・キャラットに対抗するべく自社オリジナルのイメージキャラクターの立案に乗り出した。当初は『魔法のナース マジカルラミカ』というプロジェクトで典型的萌え企画として進行していたが、担当プロデューサーから相談を受けた脚本家の金月龍之介が「アニメグッズショップの王者であるアニメイトがそのような亜流企画でお茶を濁すなど情けない」と正反対の熱血ギャグ路線を提案。金月の提案に基づき島本和彦がキャラクターデザイン（並びにメインキャラクターの名付け親）に採用され、企画は現在の形に至った（『アニメ店長敢然!ガイドブック』より）。なお島本は「原作」として、金月は「企画」としてクレジットされている。
島本はその後、アニメイト店舗で配布している情報誌「きゃらびぃ」において、2000年6月1日号より漫画版を連載。アニメイト店舗を舞台とした漫画であり、アニメイト社長（初登場時はムービック社長）の高橋豊も実名で登場している。
また、スピンオフ企画として『アニメ店長B'店長候補生』が誕生している（ただし実制作には島本も金月も関わっておらず、別チームが担当）。その後、『店長候補生』の漫画連載は2007年に『アニメ店長』よりも先に連載終了。新たに、『アニメイト・コンシェルジュ』（原作：渡辺圭子 キャラクターデザイン：松本テマリ）が企画される。ただし、この『アニ・コン』は、『アニメ店長』や『店長候補生』との世界観のつながりは明記されていない。
兄沢命斗の声を担当する関智一は、2023年のアニメイトのイベント時に本プロジェクトについて言及し、「アニメイトは他社様のアニメは大事に扱っています。自分たちが生み出したキャラクターに対しては全然愛を持っていない。本当にそこだけはなんとかしてほしい」と苦言を呈した。具体例として10周年時のナレーションが使い回しされていること、アニメイトの店員にアニメ店長の声を担当していることを伝えても反応が芳しくないことを挙げている。これに対し、アニメイトの代表取締役の藤樹潤はイベント中で謝罪の言葉を述べている。

## 作品内容
漫画
月8ページの連載。基本設定は他と共通で、ストーリーは独立している。
実際のアニメイトの商品展開なども漫画に組み込んだメタフィクション的な内容。作中で突然画風が変化する、カレンダーを漫画に組み込むなど、実験的手法が多く見られる。

## 登場人物

### アニメイト池袋本店
兄沢 命斗（あにざわ めいと）
声：関智一
アニメイト池袋本店 店長
元々ただのアニメマニアだったのが、何者かに襲われていた前店長を助けた際に店長職を託され、下積み無しで店長になった。
部下の店員達に慕われているが、時々変な方向へ暴走する。
仕事があっても休んで同人誌などを買いに行ったりしているが、これは普段から店を留守にし、もし諸事情（恐らく忌引等）で自分が店に来られない時もバイト店員だけで店が機能する様にとバイトだけにする為にワザと休んでいるらしい。
マニアとしては特撮をはじめ、ありとあらゆるジャンルの知識に精通しており、守備範囲はかなり広い（ただしBLだけは完全に範囲外のようである）。
当初はガンダムマニアだったが、諸般の事情から「最白3-トレブラン トロワ-沈黙の即売会」ではマクロスマニアに設定が代わった(CDドラマデ・ジ・キャラット番外編『でじこの野望 vol.2 アニメ店長と対決にょ!!』では「事情によってはマクロス」と発言)。
「FIRE WAVE!!2シェアルーム&ディアフレンズ」ではインチキ不動産屋に引っ掛かり、同じ一戸建ての借家を紹介された道玄坂と殿鬼の二人と3ヶ月程共同生活（ルームシェア）していた。同作では、引越し荷物の中に棺おけの様な入れ物があり、鍵も掛けてあったのを見た道玄坂と殿鬼が女性を誘拐したと勘違い（本気で思っていた節もある。）したが、開けたら中身は1/12スケールのザクだったと言う出来事がある。更に同作で食事に行ったファミリーレストランで兄沢がファミリーレストランの制服について語り過ぎて警察に明らかに不審者と見られて連行された事がある。
「FIRE WAVE3!!～ゆきゆきて、温泉～」で、ママ萌え（『HAPPY★LESSON』に登場する主人公と同居する5人の先生を「ママ」と呼んでいる事に由来する。）と弟萌えである事をカミングアウトし、同行していた道玄坂、殿鬼を呆れさせた。また、好きな人を「シスタープリンセス」の亞里亞と言った時も呆れられた。
アニメイトのビジュアル系ユニット、トレブラン（最白）のメンバーでリーダー格。
並辺 ジュン（ならべ じゅん）
声：増田ゆき
アニメイト池袋本店 店長補佐・アルバイト総括担当のアルバイト
バイト店員の中では、最年長である。兄沢に気があるのではという疑惑がある。
池袋本店の良識（だが、コミケの時は他のメンバー同様、ダミー人形を使って同人誌を買いに走った）。
雅宰 いさみ（がざい いさみ）
声：椎名へきる
アニメイト池袋本店 画材担当のアルバイト
『吼えろペン』にも登場。炎尾たちを助けている。
男勝りな性格で一人称は「ボク」。2P兄沢出現時、3P兄沢となる。
西公妃 CoCo（さいこうび ここ）
声：綱掛裕美
アニメイト池袋本店 キャラクターグッズ担当のアルバイト
体育会系で、語尾に「～っス！」を付ける。背が低く、「FIRE WAVE3!!～ゆきゆきて、温泉～」では作者の島本和彦に「ガチャポンのカプセルに入っていそうなキャラ」としてガチャガチャと呼ばれた。
兄沢を初めとした他の店員達は全員サボっていた同人誌即売会の企業ブース売り子の仕事をただ一人全うするなど、かなり真面目な性格。乙女ゲーファンであり、ラミカが声優同士のカップリング妄想で暴走した際には泣いて激昂した。
自分がオタクであることを一般人にひた隠しにしようとする一面もある。
道玄坂店長に気があるらしい。
『アニメ店長 ドラマ編』での表記は、「女性店員」。
星井 ラミカ（ほしい らみか）
声：長沢美樹
アニメイト池袋本店 ラミネートカード・BL書籍担当のアルバイト。
BL好きのコスプレイヤー。東北出身で、激高すると訛りが出てしまう。
「星宮いつき」のペンネームで同人活動もしており、即売会ではサークル参加もしている。鬼畜ロリショタ萌え、ロボ萌えなど萌えのジャンルは幅広く、また道玄坂×兄沢、高橋社長×兄沢、殿鬼×兄沢、ビーマッシュの渉×光など自分の身の回りの人物同士の妄想でも暴走することもある。
マニア同士の同属嫌悪のせいか兄沢と言い争う事も多いが、店長として信頼してもいる。
一応メインヒロイン。
祭 音絵（まつり おとえ）
声：川澄綾子
アニメイト池袋本店 オーディオ商品担当のアルバイト
性格は引っ込み思案である。バストが大きい。
漫画版で、瓜二つの双子の弟がいることが判明した。
タカハシ
声：荻原秀樹、竹本英史
アニメイト池袋本店 前店長
出勤中に何者かに襲われてしまった所を兄沢に救われて店長になるよう言い渡す。不本意な店長交代だったため、たびたび店長の座を狙って現れる。
雷場 竜（らいば りゅう）
声：関俊彦
アニメイト池袋本店 前々店長→ダークメイト 店長
詳しくは、#ダークメイト / アニゲドーを参照。
2P兄沢
本社のある人間に用意された格闘ゲームのような色違いの兄沢。兄沢と違い、肌が黒い。一時期、兄沢のライバルとなり、その兄沢を倒し、一時的に店長にもなっている。
なお、作者の島本和彦は、ブラック滝沢やニセ炎尾など、同様のネタをこれ以前にも何度か使用している。
タフ
アニメイト池袋本店 初代店長
アニメイト初の店長（最初のアニメ店長）。一人では大変なのでタケムラを誘い、二人で一人の店長となった。
タケムラ
アニメイト池袋本店 初代店長
若いころ店内で万引き犯と遭遇した際に、その人相の悪さ故に駆け付けた通行人から自分が窃盗犯と勘違いされたトラウマがある。

### アニメイト夢ヶ丘店
『アニメ店長』の舞台版である『贋作 アニメ店長』とその続編『贋作 アニメ店長 DESTINY』の舞台となる場所。
兄沢 命斗（あにざわ めいと）
演：関智一
アニメイト夢ヶ丘店 店長
性格などは、漫画版やドラマCD版とほぼ同じであるが、こちらは夢ヶ丘店の店長で、アクションなどもたまにこなす。漫画版では「関兄沢」として通常とは別のイラストが描かれた。
星井 ラミカ（ほしい らみか）
演：長沢美樹
アニメイト夢ヶ丘店 店員
こちらでも、BL好きなのは変わっていない。だがサンシャインが兄沢に抱き着いたときは「BLじゃない」と全力で否定した。漫画版では通常とは別のイラストが描かれた。
田中
演：横山望
アニメイト夢ヶ丘店 元店長
『アニメ店長』におけるタカハシ前店長の役割。
王怒 リコ
演：那珂村タカコ
アニメイト夢ヶ丘店 店員
赤奈 壷音
演：那珂村タカコ
アニメイト夢ヶ丘店 店員
古見家 好子
演：山中久代
アニメイト夢ヶ丘店 店員
山吹 丸子
演：山中久代
アニメイト夢ヶ丘店 店員
白山 佐々江
演：林智子
アニメイト夢ヶ丘店 店員
黒谷 照流
演：阿部まゆみ
アニメイト夢ヶ丘店 店員
紫 静香
演：明石智水
アニメイト夢ヶ丘店 店員
桃村 蘭々
演：志村愛
アニメイト夢ヶ丘店 店員

### アニメイト秋葉原店
殿鬼 ガイ（でんき がい）
声：三木眞一郎
アニメイト秋葉原店 店長
店員歴8年のキャリアを誇るベテラン店長。無類の美少女アニメ・ギャルゲーマニア。
秋葉原、特に電気街には並々ならぬ思い入れがあり、昭和通口にあったアニメイト秋葉原店を電気街に移転させるためにかなりの努力を積み重ねてきたらしい。本人いわく、「アキバがふるさとみたいなもの」。
数年がかりでロボットを作ったり、発信機内蔵のピンバッジを作ったりと機械には強い（本人の語るところによると、彼がかけている眼鏡にはX線による物質透視装置が内蔵されているらしい）。
同人活動もしており、ネット上では自分のホームページも持っている。
また、小田原店のヘルプに向かうついでに前乗りして温泉旅館で一泊した際もアニラジを聞く事を欠かさず、同行していた兄沢に「実家でタイマー録音すれば良いのに」と呆れられている。
道玄坂の実の妹・おりるの事が好きで、彼女を密かに「おりるん」と呼び、兄も知らなかったファンタジー小説を書いているという趣味も何故か知っている。道玄坂にそのことをカミングアウトした時には激しく反対され、ストーカー呼ばわりされた。
2P殿鬼との対峙で、実家が金持ちであり、幼少時から厳しく育てられてきた反動で今のような重度のオタクになってしまったことが判明した。ちなみに、アニメ店長 FIRE WAVE!!2「シェアルーム&ディアフレンズ」で自室に貼っていたベルダンディーの等身大ポスターを母親に勝手に捨てられ、激怒したところ逆ギレされて家を追い出されたことが一人暮らしのきっかけと明かされている。更に同作において、食事に行ったファミリーレストランで兄沢がファミリーレストランの制服について語り過ぎて警察に明らかに不審者と見られて連行された際、警官に「君達、友達?」と聞かれて道玄坂と共に「違います」と言って他人のフリをした。
乗り物に弱く、乗り物酔いする。
トレブランのメンバーの一人。
当時実際にアニメイトで流れていたアニメ店長のPVに対して、兄沢登場部分を自分に差し替えて流していた。
PS2ゲーム『らき☆すた 〜陵桜学園 桜藤祭〜』では、兄沢とともに登場している。
秋葉原店店員
声：荻原秀樹
アニメイト秋葉原店 店員
ドラマCD『アニメ店長どきどきドラマCD 殿鬼ガイ編』に登場。なお、演じる荻原秀樹は、これ以外にもタカハシ前店長役などで『アニメ店長』に参加している。
2P殿鬼
2P兄沢同様、本社のある人間に用意された殿鬼ガイの色違い。初めはライバルのように対立する(自作のロボット同士の対決となる)が、同じような嗜好を持つことから和解する。

### アニメイト渋谷店
道玄坂 登也（どうげんざか とうや）
声：子安武人
アニメイト渋谷店 店長
かつてチーマー時代に、「絶対零度の堕天使」の二つ名を轟かせていた経歴あり。今でも暴走族の間で恐れられている。
美形にもかかわらず、小さな女の子の事は「子猫ちゃん」と呼ぶロリ萌え・妹萌え属性だが、子供たちには人気がある。
初期は暴走する兄沢や殿鬼を冷ややかに見ている事もあったが、現在ではすっかり一緒に暴走している。しかし、一緒に暴走する現在でもアニラジに夢中になる殿鬼や兄沢との格闘ゲームの対戦中、ハメ技で勝った兄沢がハメていないとその理由を学者張りに語り始めた時は「ああオタクっぽ、だからお前と対戦ゲームやるの嫌だったんだよ」と言った事等一部、兄沢や殿鬼を冷ややかに見る部分がある。
実の妹・おりるがいる。重度の妹萌え属性とはいえおりるに対して至らぬ思いを抱いているということは無く、ごく普通の良き兄である。アニメ店長 FIRE WAVE!!2「シェアルーム&ディアフレンズ」では、自室に置いておいた妹アンソロジーコミックを留守中におりるに見られてしまったことが一人暮らしをするきっかけになったと語られている。また仕事仲間兼友人の殿鬼ガイがおりるを好きだと言っているが、ストーカー呼ばわりして激しく反対している。
小田原店のヘルプに向かうついでに前乗りして温泉旅館で一泊した際、有給休暇が沢山残っている事と仕事のハードさを愚痴り、ヘルプに行かずサボり、もう一泊しようと言ったが、サボろうとしていた兄沢がヘルプに向かう気になり「また来れば良いじゃないか」と根気よく説得、最後は仕方なくだがヘルプに向かった。
トレブランのメンバーの一人。
当時実際にアニメイトで流れていたアニメ店長のPVの歌詞に対して、不満を抱いたこともある。理由は、自分より兄沢が目立っている事に嫌悪感を抱いたからである。
ラジオ『アニメ店長!子安・岩田のVOICEきゃらびぃ』では、ロリつながりということで、後述の山田聖徳とラジオのMCを担当している。
2P道玄坂
2P兄沢同様、本社のある人間に用意された道玄坂登也の色違い。初めはライバルのように対立するが、同じような嗜好を持つことから和解する。道玄坂と同様に、妹がいる。
クロス・スクランブル
「沸点100℃の鬼公子」の異名を持つ道玄坂登也のチーマー時代のライバル。現在は、アニメイト渋谷店の客となっている。AVまつりで点数をため、『アニメ店長HYPER WAVE!!』を得るも、その内容に激怒して最後まで聞かず、抗議しに来る。
道玄坂おりる（どうげんざか おりる）
声：鈴木まひる
道玄坂の実の妹。ファンタジー小説書きとコスプレが趣味で、兄の仕事仲間兼友人である殿鬼ガイに好かれている（本人が知っているかどうかは不明）が、兄は激しく否定している。「最白3-トレブラン トロワ-沈黙の即売会」で、テロリストに人質にされた事がある。兄が仕事に行っている時に部屋に勝手に入って妹アンソロコミックを勝手に読み、嫌悪感を抱いた事がある。
2Pおりる
2P道玄坂の妹。漫画のあとがきによると、「作者のお気に入りキャラクターの一人」らしい。

### アニメイト大宮店
微妙に世界観の異なる『らき☆すた』では、兄沢が店長を勤めている。
リュウタ
声：鈴村健一
アニメイト大宮店 店長
初出はA&G 超RADIO SHOW〜アニスパ!〜内のラジオ番組にゲスト出演し、関智一演じる兄沢と互いの店の店長の座を賭けてサッカー勝負をしたのがきっかけ。あくまでゲストとしての登場で、兄沢にも「リュウタ」とは呼ばれず、「大宮店店長」と呼ばれていた。この戦いで大宮店店長の座も兄沢に奪われたはずであったが･･･
岩田光央と鈴村健一がアニ店特急2008夏のバスの司会をすることが決まったことから、アニ店特急2008夏のラジオCMで同様の大宮店店長の設定の下、復活している。
ちなみに、アニメ『らき☆すた』では、兄沢が大宮店店長として登場しているが、スタッフが上記のラジオ番組の設定を踏まえたのか偶然なのかは不明。
山田聖徳
声：岩田光央
アニメイト大宮店 一日店長
元々はスピンオフの『アニメ店長B'店長候補生』のキャラクター。
アニ店特急2008夏のラジオCMで大宮店の一日店長となる。岩田光央は、実際に大宮店の一日店長をやっており、リュウタにそのときのことを散々ネタにされた後、リュウタに憑依されてしまう。
A&G 超RADIO SHOW〜アニスパ!〜内のラジオ番組では、兄沢とともにMCを担当。ラジオ『アニメ店長!子安・岩田のVOICEきゃらびぃ』では、ロリつながりということで、前述の道玄坂登也とラジオのMCを担当している。

### その他のアニメイト支店
メル＝ローズ
声：平田広明
アニメイトロサンゼルス店 店長
穏やかで仲間思いなアメリカ人。カタコトで話す。
『美少女戦士セーラームーン』（特に火野レイ）が好きで、女装コスプレが趣味。女装コスを馬鹿にしたりなどされると流暢な日本語で逆上する。
BLについては完全に範囲外の兄沢たちに比べ、ラミカの描いたBL同人誌に対しても好意的である。
ロサンゼルス店にまつわるエピソードが「開店初日に某ハリウッドスターが来店した事」ぐらいしかないため、キャラの薄さを兄沢に心配された事がある。
トレブランのメンバーの一人。
ウラタ
声：遊佐浩二
アニメイト京都店 店長
陰陽師の家系で他人に憑依する能力を持っている。ちなみに兄沢が憑依されるとサンバイザーの色が青に変わる。
道玄坂に並ぶイケメンだが女性に興味はない。
魅鬼（みき）
アニメイト札幌店 店長
重圧に耐えきれない責任者タイプで、新規オープン前の商品整理時も時間に間に合わないいと分かるや否やパニックになり暴走し始め、きっちりと商品を並べた棚を次々となぎ倒し、店員も手に負えなくなるほどの制御不能状態になる。しかし、ヘルプに来ていた兄沢が暴走停止方法を思い付き、試して上手く制御出来た為、兄沢が思い付きいて成功した魅鬼店長の暴走停止方法を書いた「店長操作マニュアル」なる物を作り、店員に感謝された。
体はガリバーの様にデカい。ヘルプに行った兄沢、道玄坂、殿鬼は魅鬼を見て開口一番「店もデカイが、店長もデカイ」と言った。
橋々 イクエ（ばしばし いくえ）
アニメイト日本橋店 店長
作中唯一の女性店長。ただし、世界観を共有する『アニメ店長B'店長候補生』では金原紫（声：平松晶子・水谷優子）というアニメイト寿銀座通り店の店長が登場。また、ドラマCD『アニメ店長VS店長候補生 バージョンA 兄沢、愛の暴走!編』ではB店長（声：樋口あかり）が登場。
池袋本店での研修の際、遊び半分の兄沢にデタラメを教えられたため日本橋店の評判が悪くなった。
オダワラ ジョー
声：伊藤健太郎
アニメイト小田原店 店長
勤務態度は真面目であり、それ故店オープン時にヘルプに派遣された兄沢が半ばサボって来なかった時(実際は同行した道玄坂がサボって前乗りして宿泊した旅館にもう一泊しようと言うのを説得していて遅れていただけ(ただ、兄沢も一時は同調してサボろうとしていた。))もかなり激怒している。その時兄沢同様ヘルプに派遣されたラミカ達が兄沢をかばって昼食も取らずレジに立ち続けた際も自分が代わりにレジに立ち、昼食を済ませて来る様計らう等店員に気遣う所もある。
プライベートになると暴走する傾向があり、「最白3-トレブラン トロワ-沈黙の即売会」では徹夜組を注意するコミフェススタッフアナウンスに毒づいたり、開場時に全速力で走って入場した末に他の参加者に下敷きにされていた。
同じく「最白3-トレブラン トロワ-沈黙の即売会」で『超者ライディーン』ファンであることが判明したが、いまいちキャラが安定していないことを殿鬼に指摘されていた。

### アニメイト本社
高橋 豊（たかはし ゆたか）
声：小杉十郎太
アニメイト 社長
部下の兄沢が自分の言っている事の真意があまりにも汲み取れない為、常に呆れている。真意の汲み取れていない一例として、店員採用時に「アニメファンは採用するな!!」と言う通達に対し、本当にアニメに興味のない一般女性を採用し、困惑したエピソードがある。殿鬼や道玄坂も真意が汲み取れない時（目標店舗数でのエピソードなど）があるが、兄沢の様に常に真意が汲み取れない訳ではない。
毎年行われている店長慰安旅行の行き先も最初は「何処でも良い」と言って幹事を困らせる割に海にしか行かないと言う。社長曰く「海以外は認めない」とか。海に行く目的は、海を見て心をリセットさせる（アニメを見過ぎている店長達を海に連れて来て一時アニメから離れさせる）。慰安旅行中にもかかわらず店が気になって携帯電話で店に電話している店長達の光景に激怒し、一部の店長の携帯電話を海に落として使用不能にした。その中で兄沢だけが冷静であったが、店のカレンダーに「海」とだけ書いていた為、ラミカ等のバイト店員が店の金を使って来ていて呆れ返った。
旧知の仲である裏海堂の商売のやり方に苦言を呈している。
ヤスダ
アニメイト営業部 部長
山 登（さん のぼる）
アニメイト本社 社員
演・声：小西克幸
通称「サンシャイン」（山社員）。堅物の社員で、兄沢の暴走などは嫌っている。
本来は舞台版のレギュラーキャラだが、漫画版でもイラストが描かれている（この他に「舞台版の兄沢・ラミカ」イラストも描かれている）。
山久
アニメイト本社 経理部長
通称「サンキュー」。2P店長たちを放った黒幕。

### ダークメイト / アニゲドー
悪事を働く架空のアニメショップ。アニメイトのライバル店とされている。漫画やドラマCDで、アニゲドーともダークメイトとも称されるが、設定は曖昧。社員が共通しているため同系列の店の可能性は高い。
浦海堂 莫心（うらかいどう ばくしん）
アニゲドー社長。アニメイトをライバル視している。
グッズを作る際は、版権を取らないと言った危ない商売をしている。浦海堂曰く「どこに許可を取る必要もない」との事である。また、アニメイトで行われていたフェアーの終了間際に関係者に知られぬ様に島本和彦の原画を奪取し、兄沢達を困惑させる等アニメイトを窮地に陥れる行動を執る事も厭わない。
高橋社長とは旧知の仲であり、それ故に先述の様な商売のやり方に苦言を呈されている。しかし、聞き入れようとはしない。
名前の由来は、「裏街道 驀進」。
雷場 竜（らいば りゅう）
声：関俊彦
アニメイト池袋本店 前々店長→ダークメイト 店長
知略家。アニメイト社長高橋との方向性の違いから退社し、ライバル会社のダークメイトコーポレーションへと入社。ロリショタファンをターゲットにした美少年ユニット、ビーマッシュをプロデュースする。漫画では浦海堂のアニゲドーに合流。
『らき☆すた ネットアイドル・マイスター』でもダークメイトの店長として登場。
名前の由来は、「ライバル」。
譲（ゆずる）
声：保志総一朗
ダークメイト ビーマッシュ メインボーカル
三兄弟の長男。ぶっきらぼうで口が悪い生意気キャラ。高橋社長や兄沢を「オッサン」と呼ぶ。
「最白3-トレブラン トロワ-沈黙の即売会」では、キャラ付け対策として代表作から好きな食べ物まで詳細なプロフィールを網羅するほどの声優マニアという設定が付け加えられた。
渉（わたる）
声：石田彰
ダークメイト ビーマッシュ ラップ
三兄弟の次男。メガネをかけており、知的で物腰柔らかだが実際は腹黒い。
「最白3-トレブラン トロワ-沈黙の即売会」では、キャラ付け対策としてアメTOYフィギュアマニアという設定が付け加えられた。
光（ひかる）
声：結城比呂
ダークメイト ビーマッシュ コーラス
三兄弟の三男。無邪気で天真爛漫な典型的ショタキャラだが、兄二人と同様感覚は現代っ子で、熱血キャラの兄沢を馬鹿にして笑う一面もある。
「最白3-トレブラン トロワ-沈黙の即売会」では、キャラ付け対策としてアニメキャラの女装コスプレ（そのクオリティは兄沢、殿鬼、道玄坂の心を射止めるほど）が趣味という設定が付け加えられたが、ローズに持ちネタが自分とかぶっているとダメ出しされた。

### 実在の人物
- 高橋豊については、上記とリンク先を参照。

島本 和彦（しまもと かずひこ）
声：島本和彦
原作者。漫画では、他の作品同様に『アニメ店長』のあとがきや特典などに登場する他、『逆境ナイン』の作者としてゲスト出演もした。『逆境ナイン』映画化の際に、原画をアニメイトに渡すが兄沢が紛失してしまう。
ドラマCDでも何故か、自身の脚本でない『アニメ店長 LIVE ALBUM 海賊盤!!』『FIRE WAVE3!!～ゆきゆきて、温泉～』のときに登場している。『アニメ店長 LIVE ALBUM 海賊盤!!』での表記は「Special Guest」。
金月 龍之介 / ゴールド・ムーン
『アニメ店長』のドラマCD脚本家。漫画版では、原作者の島本に喧嘩腰で話すが、現実でもそうなのかは定かではない。『アニメ店長B'店長候補生』の企画発足の際には、原作者とともに意気消沈でいた。
水木 一郎
熱いアニメソングを歌う歌手。『逆境ナイン』のイメージソング『炎の笑顔』を歌ってもらっている関係での登場であり、『アニメ店長』との直接的な関係はほとんど無い。
だが、劇中では、Zがつくロボットアニメの主題歌やZではじまる実写映画のイメージソングを歌っており、『逆境ナイン』の不屈率いる全力学園のユニホームもZがついているということで、兄沢が頼みに行っている。
関 智一 / 3次元兄沢
兄沢を演じている関係で、登場回数は他の声優と比べて多い。舞台版兄沢の宣伝のときには、自らを「3次元兄沢」と呼んでいる。
綱掛 裕美
兄沢や他の店員が勝手に店をCoCoだけに任せていたときに、関とともに登場して、その店番を手伝う。
三木 眞一郎
兄沢や他の店員が勝手に店をCoCoだけに任せていたときに、関とともに登場して、その店番を手伝う。
東出 マリコ
石森プロの広報。『サイボーグ009』フェアの宣伝を行う。

### 他作品の登場人物
ぴえろ 店長
スタジオぴえろのキャラクター。兄沢たちは、初めピエロの方を想像していた。
サイボーグ0013
『サイボーグ009』のキャラクター。『サイボーグ009』フェアが、2012年まで続く理由を考えていたとき登場。
初音ミク
声：藤田咲
アニ店特急 2007年冬に登場。偶然にも、本作のキャラクターが登場した『らき☆すた ネットアイドル・マイスター』にも登場している。
竜宮レナ
声：中原麻衣
『ひぐらしのなく頃に』の主人公の1人。

#### 島本和彦の作品の登場人物
- 逆に、島本和彦の作品に登場した例としては、雅宰いさみが、『吼えろペン』に登場している。

大門 アスカ
『アスカ@未来系』の主人公。島本和彦の作品が3ヶ月連続で発売されるということで登場した。
炎尾 燃（ほのお もゆる）
漫画家。『燃えよペン』『吼えろペン』『新・吼えろペン』の主人公だが、漫画版『アニメ店長』に数度登場。
また、漫画版『アニメ店長』の中で、『アニメ店長』の劇中劇としての映画『逆境ナイン』へ出演することが示唆されている（その後、兄沢の出演も決まる）。ちなみに、現実世界の映画『逆境ナイン』には、島本和彦が演じた炎尾燃が登場している。
不屈 闘志（ふくつ　とうし）
『逆境ナイン』等の主人公。既に社会人となっている。
兄沢の旧友で（全力学園高校の頃の友人かは不明）、『逆境ナイン』映画化のPRとして出演、作中の設定としては自身の高校時代をモデルとした映画の公開が間近に控えている。

#### 『らき☆すた』の登場人物
- 逆に、『らき☆すた』に登場した例としては、兄沢命斗と殿鬼ガイと道玄坂登也と星井ラミカと高橋豊と雷場竜が『らき☆すた』とその関連作品に登場。道玄坂登也はDSゲームのみの登場のため声の出演はない。

泉 こなた（いずみ - ）
『らき☆すた』の主人公の1人。『あにてん』（『らき☆すた』5巻アニメイト特典）に登場。テレビアニメ同様、「伝説の少女A」と呼ばれている。
柊 かがみ（ひいらぎ - ）
声：加藤英美里
『らき☆すた』の主人公の1人。アニ店特急に登場。
柊 つかさ（ひいらぎ - ）
声：福原香織
『らき☆すた』の主人公の1人。アニ店特急に登場。

#### 『俺の妹がこんなに可愛いわけがない』の登場人物
高坂桐乃
声：竹達彩奈
『俺の妹がこんなに可愛いわけがない』の主人公の1人。アニ店特急 2010年冬に登場。
黒猫 / 五更瑠璃
声：花澤香菜
『俺の妹がこんなに可愛いわけがない』の登場人物の1人。アニ店特急 2010年冬に登場。

#### 『狼と香辛料』の登場人物
ホロ
声：小清水亜美
『狼と香辛料』の主人公の1人。
クラフト・ロレンス
声：福山潤
『狼と香辛料』の主人公の1人。

#### 『薄桜鬼 〜新選組奇譚〜』の登場人物
土方歳三
声：三木眞一郎
『薄桜鬼 〜新選組奇譚〜』の主人公の1人。
斎藤一
声：鳥海浩輔
『薄桜鬼 〜新選組奇譚〜』の主人公の1人。
沖田総司
声：森久保祥太郎
『薄桜鬼 〜新選組奇譚〜』の主人公の1人。

## 書誌情報
一迅社より「ZERO-SUM COMICS」のレーベルで単行本化。
1. 2003年12月発行 ISBN 4-7580-5057-0
2. 2005年9月発行 ISBN 4-7580-5178-X
3. 2007年9月発行 ISBN 978-4-7580-5307-5
4. 2010年2月発行 ISBN 978-4-7580-5485-0
5. 2012年5月発行 ISBN 978-4-7580-5713-4
6. 2014年7月発行 ISBN 978-4-7580-5947-3

## ラジオ
- アニメ店長-熱血電波- - 文化放送超機動放送アニゲマスター内のコーナーとして放送された10分番組。後番組のA&G 超RADIO SHOW〜アニスパ!〜でも店長候補生のコーナー店長候補生　超電波HYPER WAVE!を放送
- アニメイトTV アニメ店長!子安・岩田のVOICEきゃらびぃ - アニメイトTVにて配信されたネットラジオ。道玄坂役の子安と店長候補生の覆面山田役の岩田をパーソナリティーにアニメイトの商品などの紹介を行う番組
- 島本和彦のマンガチックにいこう! - 島本のトーク番組。アニメイトが提供しており、関智一と長沢美樹による寸劇CMが流れた。

## CD

### ドラマCD
アニメ店長 ドラマ編（2000年12月 冬のAVまつりで配布）
脚本：金月龍之介
登場キャラ・声の出演
兄沢命斗：関智一、星井ラミカ：長沢美樹、女性店員：綱掛裕美、先代店長：荻原秀樹
アニメ店長オリジナルドラマCD1「最白-トレブラン-」（2001年4月25日）
脚本：金月龍之介
登場キャラ・声の出演
兄沢命斗：関智一、高橋社長：小杉十郎太、道玄坂登也：子安武人、殿鬼ガイ：三木眞一郎、星井ラミカ：長沢美樹、西公妃CoCo：綱掛裕美、メル・ローズ：平田広明、雷場竜：関俊彦、ビーマッシュ 譲：保志総一朗、ビーマッシュ 渉：石田彰、ビーマッシュ 光：結城比呂、秋葉原店店員/チーマー：荻原秀樹、前店長/チーマー：竹本英史、アニメ好きの女の子：鈴木まひる、女性客/司会者：藤本はるか、秘書：佐々木瑶子
アニメ店長オリジナルドラマCD2「ラミカード娘。」（2001年5月23日）
脚本：金月龍之介
登場キャラ・声の出演
兄沢命斗：関智一、高橋社長：小杉十郎太、星井ラミカ：長沢美樹、西公妃CoCo：綱掛裕美、並辺ジュン：増田ゆき、祭音絵：川澄綾子、雅宰いさみ：椎名へきる、流メグル：横山智佐、場内アナウンス：浅野るり、評論家（日本語版）：山野井仁、評論家（英語版）・マニア君：細井治、子供：出口佳代
アニメ店長わくわくドラマCD 兄沢命斗編（2001年7月 夏のAVまつりで配布）
脚本：金月龍之介
登場キャラ・声の出演
兄沢命斗：関智一、道玄坂登也：子安武人、殿鬼ガイ：三木眞一郎、星井ラミカ：長沢美樹、西公妃CoCo：網掛裕美、星井の母：津田匠子
アニメ店長どきどきドラマCD 殿鬼ガイ編（2001年7月 夏のAVまつりで配布）
脚本：金月龍之介
登場キャラ・声の出演
殿鬼ガイ：三木眞一郎、兄沢命斗：関智一、道玄坂登也：子安武人、秋葉原店店員：荻原秀樹、女性客：藤本はるか
アニメ店長うきうきドラマCD 道玄坂登也編（2001年7月 夏のAVまつりで配布）
脚本：金月龍之介
登場キャラ・声の出演
道玄坂登也：子安武人、兄沢命斗：関智一、殿鬼ガイ：三木眞一郎、西公妃CoCo：網掛裕美、乱場ラル夫：大畑伸太郎、部長：前田剛、パーティーの女：藤本はるか、登也の妹：鈴木まひる、母親：津田匠子
アニメ店長オリジナルドラマCD3「最白II-トレブラン ドゥ-」（2001年9月1日）
脚本：金月龍之介
登場キャラ・声の出演
兄沢命斗：関智一、高橋社長：小杉十郎太、星井ラミカ：長沢美樹、西公妃CoCo：綱掛裕美、道玄坂登也：子安武人、殿鬼ガイ：三木眞一郎、メル・ローズ：平田広明、雷場竜：関俊彦、ビーマッシュ 譲：保志総一朗、ビーマッシュ 渉：石田彰、ビーマッシュ 光：結城比呂、ムルチ2号：笠原弘子、敵士官：荻原秀樹
アニメ店長 LIVE ALBUM 海賊盤!!（2001年10月13日）
脚本：金月龍之介
登場キャラ・声の出演
兄沢命斗：関智一、殿鬼ガイ：三木眞一郎、道玄坂登也：子安武人、星井ラミカ：長沢美樹、西公妃CoCo：綱掛裕美、Special Guest：島本和彦
ラジオドラマCD「アニメ店長FIRE WAVE!!」（2001年11月28日）
脚本：金月龍之介
登場キャラ・声の出演
兄沢命斗：関智一、星井ラミカ：長沢美樹、西公妃CoCo：綱掛裕美、並辺ジュン：増田ゆき、祭音絵：川澄綾子、男性客：荻原秀樹
ラジオドラマCD アニメ店長 FIRE WAVE!!2「シェアルーム&ディアフレンズ」（2002年3月22日）
脚本：金月龍之介
登場キャラ・声の出演
兄沢命斗：関智一、道玄坂登也：子安武人、殿鬼ガイ：三木眞一郎、メル・ローズ：平田広明、星井ラミカ：長沢美樹、警官：前田剛、道玄坂おりる：鈴木まひる、母親：くればやしたくみ、不動産屋：竹本英史
頂上決戦! 俺のサンバイザーを返せ!!（2002年7月 夏のAVまつりで配布）
脚本：島本和彦
登場キャラ・声の出演
兄沢命斗：関智一、殿鬼ガイ：三木眞一郎、道玄坂登也：子安武人、星井ラミカ：長沢美樹、西公妃CoCo：綱掛裕美、並辺ジュン：増田ゆき、高橋社長：小杉十郎太、タカハシ前店長：竹本英史
ラジオドラマCD アニメ店長「FIRE WAVE3!!～ゆきゆきて、温泉～」（2002年7月25日）
脚本：金月龍之介、島本和彦
登場キャラ・声の出演
兄沢命斗：関智一、道玄坂登也：子安武人、殿鬼ガイ：三木眞一郎、星井ラミカ：長沢美樹、西公妃CoCo：綱掛裕美、オダワラ・ジョー：伊藤健太郎、若岡見：長浜満里子、男：岸祐二、愛人1：鈴木まひる、愛人2：川上未遊、大阪弁：高亀小百合、奥手：沢木美乃里、帰国子女：長谷部元子、高飛車：林里栄、妹：福田佳代、島本和彦：島本和彦（本人）
アニメ店長 オリジナルドラマCD「最白3-トレブラン トロワ-沈黙の即売会」（2002年9月26日）
脚本：金月龍之介、島本和彦
登場キャラ・声の出演
兄沢命斗：関智一、道玄坂登也：子安武人、殿鬼ガイ：三木眞一郎、メル・ローズ：平田広明、星井ラミカ：長沢美樹、西公妃CoCo：綱掛裕美、高橋社長：小杉十郎太、道玄坂おりる：鈴木まひる、雷場竜：関俊彦、ビーマッシュ 譲：保志総一朗、ビーマッシュ 渉：石田彰、ビーマッシュ 光：結城比呂、オダワラ・ジョー：伊藤健太郎、大佐：相沢正輝、少佐：竹本英史、テロリスト兵士A：富田真、テロリスト兵士B：大塚康之、テロリスト兵士C：服部卓也、コミフェススタッフ：山本真悠子、男性参加者：吉川寛司、女性参加者：歌原仁美、特別出演：こだか和麻・宮下久美子
アニメ店長・ザ・ダークフューチャー 超電気バイオレンス 魔界都市秋葉原（2002年12月 冬のAVまつりで配布）
脚本：金月龍之介
登場キャラ・声の出演
兄沢命斗：関智一、殿鬼ガイ：三木眞一郎、道玄坂登也：子安武人、自衛隊隊員/売人：加瀬康之、岡田理科造：竹本英史、ヤク中：前田剛、ヒロ/ダイスケ：増田ゆき、ユリ/シンヤ：AKIKO、ミヨ/タケシ：鈴木まひる
CD DRAMA Di Gi Charat 番外編 でじこの野望 vol.2 アニメ店長と対決にょ!（2003年7月25日）
脚本：菜の花すみれ
登場キャラ・声の出演
デ・ジ・キャラット：真田アサミ、プチ・キャラット：沢城みゆき、ラ・ビ・アン・ローズ：氷上恭子、ゲマ：亀井芳子、クウ=エアハルト：サエキトモ、サファイア（G.G.F.）：井口裕香、店長さん：大橋隆昌、兄沢命斗：関智一、星井ラミカ：長沢美樹、西公妃CoCo：綱掛裕美
アニメ店長VS店長候補生 バージョンA 兄沢、愛の暴走!編（2004年12月 冬のAVまつりで配布）
脚本：小野真一
「アニメ店長VS店長候補生 バージョンB 救え!寿銀座通り店!!編」は本作と同じ事件を「店長候補生」側から描いたもので兄沢の暴走により問題が生じたことは臭わされているがアニメ店長のキャラクターは出演していない。
登場キャラ・声の出演
兄沢命斗：関智一、殿鬼ガイ：三木眞一郎、道玄坂登也：子安武人、星井ラミカ：長沢美樹、西公妃CoCo：綱掛裕美、山登：小西克幸、桃：今井麻美、真美：奥真紀子、由美：落合祐里香、A店長：山田浩一、B店長：樋口あかり、C店長：古島清孝、D店長：幸田昌明、E店長：秋山卓史、F店長：木村誠、G店長：松岡大介
はじめてのアニメ店長（2005年6月10日）
これまで発売されたドラマCDの総集編
登場キャラ・声の出演
兄沢命斗：関智一、星井ラミカ：長沢美樹、道玄坂登也：子安武人、殿鬼ガイ：三木眞一郎、西公妃CoCo：綱掛裕美、タカハシ店長：竹本英史、並辺ジュン：増田ゆき、祭音絵：川澄綾子、雅宰いさみ：椎名へきる、おりる：鈴木まひる、ムルチ：笠原弘子、メル・ローズ：平田広明、先代店長：荻原秀樹、高橋店長：小杉十郎太

### DJCD
アニメ店長HYPER WAVE!!（2003年12月 冬のAVまつりで配布）
登場キャラ・声の出演
兄沢命斗：関智一、殿鬼ガイ：三木眞一郎、道玄坂登也：子安武人、星井ラミカ：長沢美樹

### ソングCD
マキシシングルCD「アニメ店長（c/w夕焼け店長）」
歌：兄沢命斗（関智一）※アニメイトのみで発売
アニメ店長SONG ALBUM「有頂天～High-Standard～」（2001年12月19日）
歌：関智一、長沢美樹、綱掛裕美、子安武人、三木眞一郎、小杉十郎太、平田広明、関俊彦、保志総一朗、石田彰、結城比呂、増田ゆき、川澄綾子、横山智佐
アニメ店長 新主題歌&新EDマキシシングル「アニメ店長 Second イグニッション!」（2003年9月24日）
歌：兄沢命斗（関智一）※アニメイトのみで発売
リスペクト オブ アニメ店長（2004年7月 夏のAVまつりで配布）
| 曲名                                    | キャラクター（担当声優） | 備考     |
| --------------------------------------- | ------------------------ | -------- |
| 「Velvet Underworld」                   | 道玄坂登也（子安武人）   | [ 注 5 ] |
| 「たそがれロンリー」                    | 殿鬼ガイ（三木眞一郎）   |          |
| 「聖闘士神話 〜ソルジャー・ドリーム〜」 | 星井ラミカ（長沢美樹）   | [ 注 6 ] |
| 「仮面ライダーメドレー」                | 兄沢命斗（関智一）       | [ 注 7 ] |

アニメ店長 アニメイトEXPOテーマソング「パラダイス」（2004年7月10日）
歌：関智一、長沢美樹、ポアロ
アニメ店長 SONG ALBUM「有頂天!! 2～HIGH‐STANDARD 2～」（2006年10月25日）
歌：兄沢命斗：関智一、星井ラミカ：長沢美樹、西公妃CoCo：綱掛裕美、道玄坂登也：子安武人、殿鬼ガイ：三木眞一郎、メル・ローズ：平田広明、高橋社長：小杉十郎太、雷場竜：関俊彦、譲：保志総一朗、渉：石田彰、光：結城比呂、オダワラ・ジョー：伊藤健太郎
アニメ店長 10周年 新主題歌「アニメ店長 激情版（c/w傷だらけの笑顔）」（2011年2月24日）
歌:関智一（「傷だらけの笑顔」では作詞も担当）※アニメイトのみで発売

## 舞台版
関智一が座長を務める『劇団ヘロヘロQカムパニー』にて3回舞台化している。
贋作版は「夢が丘店」、「究極！アニメ店長DECADE」では池袋店が舞台。
- 『贋作・アニメ店長』[1](2003年9月24日~9月28日　新宿シアターサンモール)
- 『贋作・アニメ店長 DESTINY!!』(2005年7月27日~7月31日　新宿シアターサンモール)
- 『究極！アニメ店長DECADE―頂上決戦!!!兄沢vsブラックアニメイト！ 集結9人の戦士―』[1](2010年12月15日～19日、天王洲銀河劇場　アニメイト主催)
  - ゲストとして玉城裕規(浦島ワタル役)、松風雅也(浦島カケル役)、井上和彦(徳井崎英暁役)、横山智佐(奏清・F・澄子役)、島田朋尚(明志公寛役)、置鮎龍太郎(金城役、但し永松寛隆とのダブルキャスト)が出演している。
  - 漫画版5・6巻でこの舞台を基にしたストーリーが描かれ導入部は舞台版に近いがその後は独自の展開となり、舞台版で声のみの出演となった殿鬼・道玄坂が兄沢とともにメインとなっている。

## 他作品とのコラボレート
アニ店特急で行われたコラボは、アニ店特急の記事を参照。

### らき☆すた
2007年に放送されたアニメ版『らき☆すた』において半ば準レギュラーのような形で幾度となくゲスト出演している。本作では作品の舞台設定が埼玉県であることから、池袋本店ではなく大宮店の店長という設定になっている。
- 初登場となった第10話では兄沢とラミカの2人がゲスト出演、エンディングクレジットにも兄沢命斗 - 関智一、ラミカ - 長沢美樹の表記あり、またこの回以降のアニメ店長登場回のスペシャルサンクスにアニメイトと島本和彦の表記もある。原作を忠実に再現したその迫力有る描写を島本和彦自身もブログ[リンク切れ]で絶賛していた。
- 第12話では杉田店員と兄沢が相良宗介、杉田店員がキョンの実在する関連グッズを客に勧める声優絡みのパロディを繰り広げ、高橋社長（小杉十郎太）もゲスト出演している。また、アニメ店長本編の「ラミカダミー人形」も登場している。
- 第13話では『ケロロ軍曹』のレギュラー3人の声優（渡辺久美子・小桜エツ子・中田譲治）が声を担当する店員を従え出演、登場パートの最後で「また出るよ」と更なる再登場を示唆する発言を残す。そして公約どおり第16話で第12話登場の杉田店員とともに再登場する。
- らき☆すたのラジオ番組『らっきー☆ちゃんねる』第31回に登場。正に「大暴走」と呼ぶに相応しい嵐のような展開を繰り広げ、再登場を示唆する発言を残し帰っていく。
- らき☆すたのゲームソフトであるDS版『らき☆すた 萌えドリル』シリーズでもゲストキャラクターとして登場し[1]、PS2版『らき☆すた 〜陵桜学園 桜藤祭〜』でも兄沢と殿鬼の2人が登場、兄沢はDXパック予約特典の格闘ゲーム『らき☆ばと!』にも登場する。
- 2008年夏のアニ店特急には、柊かがみと柊つかさが参加。2008年秋には、関自ら兄沢に扮しながら『らき☆すた』OVAの宣伝も兼ねたアニメイトのCMに出演している。
- 2009年春に日本武道館で行われたイベントらき☆すた in 武道館 あなたのためだからでは第2部のらっきー☆ちゃんねるにシークレットゲストとして出演し[1]、終始暴走ムードで9000人の女性ファンも含む観客の前で「チ○ポ」と危険発言をしたり、アカペラでアニメ店長のテーマを歌うなど一通り大暴れをした後、最後に舞台そでに現れた伝説の少女A（平野綾）を追い退場した。DVDでは危険発言部分のみ電車の踏切らしき音で隠されている。
- 2013年放送のスピンオフ作品『宮河家の空腹』のアニメ版およびドラマCDにも出演しており、本作の主人公の1人である宮河ひなたが兄沢の部下という設定になっており、彼女に遊園地のチケットをあげるなど気前のいい面も見せている。

### ケロロ軍曹
『らき☆すた』内のケロロ軍曹の声優陣の出演については、#らき☆すたを参照。
上記のらき☆すたコラボを意識してか、兄沢風の衣装を着たケロロ店長と道玄坂風のクルル店長がアニメイトの特典となっている。
なお『ケロロ軍曹』の作者吉崎観音は、島本の孫弟子にあたる。

### ハヤテのごとく!
アニメ『ハヤテのごとく!』第44話にて兄沢がCMキャラクターとしてゲスト出演。エンディングクレジットは「アニメ店長」となっている。

### ヒーロークロスライン
2009年2月28日に東京厚生年金会館にて行われた、アニメイト・ゲーマーズ主催「炎の大感謝祭だにょ．」内での『ヒーロークロスラインアクションショー』に兄沢が登場。
ニコニコ動画にて，デジカム1カメで撮影した映像を応援ブログの管理人でもある広石匡司が無編集で公開している。
ヒーロークロスラインには元々本作で兄沢を演じる関智一が『銀河ロイドコスモX』の原作を担当しており、後に『アニメ店長』の原作である島本和彦もキャラクターデザインとして参加している。

### 東方Project
2010年11月20日、アニメイトは『東方Project』との合作として『アニメ店長×東方Project』を上映した。制作はユーフォーテーブル。
アニメイトは「東方Projectとのコラボレーション」と称していたが、東方Projectの原作者であるZUNが「アニメイトの二次創作」「自分は制作には一切関わっていない」と発言した。
この作品は2013年現在DVD化などはされておらず上映会などで映写される以外では見ることはできないが、一迅社から設定資料集が流通経路限定で販売されている。2023年1月1日にアニメイト公式YouTubeチャンネルにダイジェスト版の公式動画が公開された。

### 侵略!イカ娘
『侵略!イカ娘』単行本10巻と12巻のDVD付限定版のアニメイト限定版では、主人公のイカ娘がアニメ店長のサンバイザーとエプロンを着けた姿の描き下ろし掛け替えカバーが同梱された。14巻DVD付限定版の掛け替えカバーではイカ娘に代わって相沢千鶴がアニメ店長の姿になっている。

### 特例措置団体ステラ女学院中等科C3部
2011年10月28日から2012年2月24日まで、『特例措置団体ステラ女学院中等科C3部』（ファミ通コミッククリア連載）にて兄沢・ラミカ・殿鬼・道玄坂・高橋社長が登場するコラボレーションコミックが連載されていた。

### トリビュート漫画
アニメイト30周年プロジェクトとして、他の漫画家による『アニメ店長』が「きゃらびぃ」に掲載された。各漫画家の別作品の設定を盛り込んだクロスオーバー作品となっている。
| 漫画家           | 関連作品                   | きゃらびぃ掲載  | 備考               |
| ---------------- | -------------------------- | --------------- | ------------------ |
| 箕星太朗         | 制服ロビンソン             | 2016年8月5日号  |                    |
| 富士原昌幸       |                            | 2017年2月5日号  | [ 注 8 ]           |
| 加々見絵里       | コラボ短し集えよ乙女       | 2017年2月20日号 |                    |
| やまねあやの     | ファインダーシリーズ       | 2017年3月20日号 |                    |
| 沙嶋カタナ       | 咲くは江戸にもその素質     | 2017年4月5日号  | [ 注 9 ]           |
| チョモランマ服部 | 今週のかなでさん           | 2017年4月5日号  | [ 注 9 ]           |
| ななり           | 魔法使＜えな＞いカエイくん | 2017年4月5日号  | [ 注 9 ]           |
| 双又翔           | ナンバカ                   | 2017年4月5日号  | [ 注 9 ] [ 注 10 ] |
| 久米田康治       | かくしごと                 | 2017年5月5日号  |                    |
| 村瀬克俊         | カラダ探し                 | 2017年6月5日号  |                    |